# 木村玉治郎 (6代)
6代 木村 玉治郎（ろくだい きむら たまじろう、本名：武田 雅史（たけだ まさし）、1960年（昭和35年）12月27日 - ）は、大相撲の元三役格行司である。立浪部屋所属。血液型はO型。

## 人物
福島県福島市出身。千葉県船橋市で育ち、小学生時代は野球（V9と当時の甲子園常連・千葉県立銚子商業高等学校）やサッカーに親しみ、相撲にはあまり興味はなかったが、6年生の時の九州場所をたまたまテレビ観戦した際、4代木村玉治郎（のちの27代木村庄之助）の姿を見て以来、4代玉治郎にあこがれるようになった。
その後、4代玉治郎が立行司に昇格し、23代式守伊之助を襲名した際には、わざわざ蔵前国技館（当時）まで足を運んでいる。この時、生で彼の姿を見たことがきっかけとなり、直接手紙を書いて弟子入りを志願。船橋市立習志野台中学校卒業後、立浪部屋に入門。晴れて彼の弟子となる。
1976年3月、木村雅之助の名で初土俵。1993年1月十両格に昇進。2003年1月、兄弟子の5代玉治郎が10代木村庄三郎を襲名したことに伴い、念願であった6代玉治郎を襲名。2006年3月に幕内格に昇進。2014年1月場所より三役格行司に昇進。木村玉治郎の名跡で三役格まで昇進したのは、1966年11月場所に昇進した師匠の4代玉治郎以来48年ぶりであった。軍配は27代庄之助からの譲り団扇で、もとは17代庄之助、19代伊之助と引き継がれてきたものであり、文字や絵柄は施されていない。
2023年9月29日付で日本相撲協会に退職届を提出していたことが分かった。立浪親方（元小結旭豊）はその事実を認め、「慰留はしたが、本人の意志が固かった」と説明、詳しい退職理由は明らかにされなかった。一部報道によると41代式守伊之助の38代木村庄之助昇格が遅れていることの巻き添えという形で表れた年功序列人事の弊害、38代木村庄之助誕生のタイミングで42代式守伊之助に昇格できなかったことが退職の背景にあるとされる。
師匠を非常に尊敬しており、独特のリズミカルな掛け声と所作をそのまま受け継いでいる。「待ったなし!」の掛け声とともに仕切り線近くまで割って出たり、立合いの際に両手を広げるなど、現在の行司の中では比較的珍しい所作をするところもこの影響とみられる。
先代（5代）玉治郎を名乗った立行司の37代庄之助、40代伊之助は兄弟子。三役格木村寿之介は弟弟子にあたる。

## エピソード
- 中学の同級生に元前頭1・富士乃真（現・陣幕）がいる。2人とも野球部に所属していたが、お互い相撲に興味を持っており、2人で蔵前国技館まで頻繁に足を運んでいたという。
- 彼が入門してまもなく、師匠の23代伊之助（当時）が差し違えして辞任を決意した。当時新弟子の雅之助は他の弟子たちと共に師匠に呼ばれ、「責任を取って辞めることにした。後の事は正三郎（9代木村庄三郎、後の31代木村庄之助）に頼んであるから心配するな」と言われ涙を流したと言う。なお、伊之助は周囲の説得もあり後に辞意を撤回している。
- 玉治郎を襲名する前には、「玉治郎の名を継がせてもらえればそれだけで嬉しい。いつかは自分が名乗りたい」と語っているほどであった。2003年1月に玉治郎襲名が実現し本人は大喜び。襲名に際し「玉治郎の名を継がせてもらえて嬉しい。玉治郎の名に恥じないよう頑張りたい」と語っていた。
- 2002年9月場所12日目、十両の寺尾－貴闘力戦。全盛期の対戦を髣髴とさせる激しい突っ張り合いの末、寺尾が貴闘力を叩き込みで破った直後、寺尾が労うように貴闘力の肩を手でそっと叩き、敗れた貴闘力が号泣しながら花道を下がった姿が印象的だったこの取組。裁いていた行司は当時十両格雅之助時代の彼だった。なお、貴闘力はこの取組の翌日、寺尾は千秋楽取組終了後にそれぞれ引退を表明している。
- 2006年3月場所幕内格に昇格したが、昇格場所より幕内最初の一番を裁いた。通常は昇格後数年で幕内の土俵を裁くことが多いが、2005年11月場所で31代庄之助、1月場所で32代庄之助、34代伊之助、木村一童と停年退職者が相次いだため。同様の例は1958年7月の木村筆之助以来のことであった[5]。
- 2012年5月場所千秋楽、大相撲史上初となる平幕同士の優勝決定戦となった前頭4枚目栃煌山－同7枚目旭天鵬戦（旭天鵬が勝ち初優勝）は、幕内格筆頭だった11代式守勘太夫が捌いたが、控行司には玉治郎が入っていた。
- 俳優の石立鉄男の熱烈なファンとしても知られる。
- 相撲甚句の名手として知られた元幕下・大納川の指導を受けたこともあり、2012年10月秋巡業は相撲甚句の歌い手として土俵に上がった。
- 2018年1月場所より、千秋楽「これより三役」の三役揃い踏みとその直後の一番を裁く（40代式守伊之助の不祥事による3場所出場停止、後に退職の影響により、裁く番数が前に進んだため）。
- 2019年5月場所では、久々に幕内土俵入りの先導を何度か務めた。本来ならば三役格行司のため先導はしないはずだが、これは横綱白鵬の休場によるもので、横綱鶴竜が横綱として一人で出場し、鶴竜の土俵入りを41代式守伊之助のみが15日間務めなければならないため、三役格行司の土俵入りの仕事がなくなるのを防ぐためである。
- 2019年9月場所、6日目の豪栄道－朝乃山の一番では足がもつれて土俵下に転落してしまい右額を大きく擦りむいてしまった[6]。
- 2019年9月場所6日目の遠藤 - 貴景勝戦では貴景勝がつきひざで敗れたが、玉治郎が貴景勝に接触したのが原因ではないかという指摘があった[7]。
- 2019年9月場所千秋楽で史上初となった関脇同士の優勝決定戦（御嶽海 - 貴景勝）では、6代玉治郎が三役格筆頭行司であるためにこの一番を裁いた。
- 2019年5月場所より場内アナウンスを担当している。（玉治郎は次席行司で上位の行司が担当することは異例）
- 2020年7月場所は式守伊之助の休場により15日間結びの一番を裁いた。
- 2021年3月場所千秋楽、結びの一番で式守伊之助が朝乃山に投げられた正代に巻き込まれて土俵下に頭から転落し、土俵に戻れなかったため、控えにいた玉治郎が代わりに朝乃山の勝ち名乗りと弓取り式を務めた。
- 2023年7月場所千秋楽、東関脇豊昇龍 - 西前頭9枚目北勝富士の優勝決定戦を裁いた。
- 2023年9月場所千秋楽、北青鵬と豊昇龍の一番（渡し込みで豊昇龍の勝ち。奇しくも豊昇龍は自身と同じ立浪部屋所属）が最後の裁きとなった。

## 略歴
- 1976年3月　初土俵：木村雅之助
- 1976年5月　序ノ口格
- 1977年11月　序二段格
- 1981年1月　三段目格
- 1985年1月　幕下格
- 1993年1月　十両格に昇進
- 2003年1月　6代木村玉治郎を襲名
- 2006年3月　幕内格に昇進
- 2014年1月　三役格に昇進
- 2023年9月　最終場所